# Meisterstaller Heide

Ein Blick über das Gräberfeld hinüber auf den Ipf.

Die Meisterstaller Heide ist ein Landschaftsschutzgebiet im Ostalbkreis. Es befindet sich beim Hof Meisterstall auf der Gemarkung Kerkingen, einem Ortsteil der Stadt Bopfingen. Ein keltisches Gräberfeld erstreckt sich hier über ca. 6 Hektar. Es liegt in direktem Blickkontakt zum Ipf, etwa 2 km nordwestlich desselben und wird daher mit dem keltischen Fürstensitz in Verbindung gebracht.
Das Landesamt für Denkmalpflege Baden-Württemberg hat die keltische Grabhügelnekropole auf dem Areal im Jahr 1978 in das Denkmalbuch des Landes eingetragen (Denkmalschutzgesetz nach § 12).
Im Jahr 1993 wurde das Gelände an den Archäologischen Weg angegliedert, der die keltischen Kulturstätten rund um den Ipf verbindet und damit für Besucher zugänglich gemacht, nachdem die intensive forstwirtschaftliche Nutzung teils zu Beschädigungen an den Grabhügeln geführt hatten.
Das Gelände umfasst ca. 6 Hektar. Heute sind von den ca. 60 ursprünglich gezählten Hügeln noch etwa 40 erhalten.
Die Grabhügel wurden seit den Ausgrabungen von Eduard von Paulus (ca. 1830 und 1869) sowie von Peter Goeßler (1907) nicht weiter untersucht. Bei den damaligen Grabungen waren mehrere Hügel mit Mittelbohrung geöffnet worden, dabei kam ein „grosser Reichthum an Gefässen, oft 3 ineinander… sonst durchaus keine Waffen oder Schmuckgegenstände“ zutage.
Die Keramikgefäße stammen aus der Hallstattzeit aus dem 8./7. Jahrhundert vor Christus.